# レイン・リー
レイン・リー（李彩華、Rain Li、1983年11月11日 -）は、香港生まれの女性歌手・女優である。旧芸名は李彩樺。身長は172cm、血液型はO型。当初、ゴー・イースト・エンターテインメントに所属するモデルだったが、ユニバース・インターナショナル、ATVに所属し、俳優業や歌手としての活動が多くなってきている。
2006年からは、CCTVのドラマ「昭君出塞」や「大旗英雄伝」に出演するなど、大陸進出も果たした。

## 音楽作品

### アルバム
- 2000年9月：『Rain 85013620』（広東語）
- 2001年5月：『我愛雨天』（北京語）
- 2001年8月：『恋愛精神』（広東語）
- 2002年10月：『After The Rain』（中国語・広東語）
- 2006年9月：『人造雨』（中国語・広東語）
- 2009年1月：『失而復得』（広東語）

### その他の歌曲
- 火蝴蝶（ATVドラマ「火蝴蝶」主題歌、アルバム『亜州電視五十周年クラシック・テレビドラマ主題歌』に収録）
- 世界之大（「大家楽」CMソング）
- 熱愛青春

## 出演作品

### テレビドラマ
- 雲海玉弓縁（TVB、2002年） - 谷之華 役
- 下一站彩虹（TVB、2004年） - 雷菲菲 役
- 功夫足球（TVB、2004年、邦題：カンフー・サッカー） - 白桃紅 役
- 我師傅係黄飛鴻（TVB、2005年） - 莫桂蘭 役
- 昭君出塞（CCTV、2006年） - 王昭君 役
- 大旗英雄伝（CCTV、2006年） - 温黛黛 役
- 阿有正伝（CCTV、2006年） - 容希児 役
- 咏春（2007年） - 方怡 役
- 怒海雄心（CCTV、2007年、原名：海上争雄） - 顔海英 役
- 天地不容（CCTV、2008年） - 江雨萍 役
- 火蝴蝶（ATV、2008年、邦題：フレーミング・バターフライ） - 霍心儀 役
- 回家的誘惑（湖南衛視、2011年） - 艾莉 役

### インターネットドラマ
- 百分百感覚（Now.com、2004年） - 芳芳 役
- 百分百感覚之冬日恋曲（Now.com、2004年） - 芳芳 役

### 映画
- 2001年：『九龍氷室（邦題：冷戦）』 - 蒙老師 役
- 2001年：『別恋』 - 洛静児 役
- 2002年：『賎精先生』 - Jennifer 役
- 2002年：『2002（邦題：トランサー 霊幻警察）』 - Rain 役
- 2003年：『行運超人』 - 女性警官 役（ゲスト）
- 2004年：『我要做model』 - 羅曼蒂 役
- 2004年：『恋情告急』 - May 役
- 2005年：『鬼域（邦題：リサイクル 死界）』 - ゲスト
- 2006年：『打雀英雄伝』 - 佩兒 役
- 2006年：『黒白道』 - 阿芹 役
- 2007年：『嚦咕嚦咕対対碰』 - 阿芝 役
- 2007年：『森冤（邦題：死の森）』 - 美樹 役
- 2007年：『単身部落』 - Kitty 役
- 2007年：『出界』 - 待査 役